# Порески рај
Порески рај је надлежност која има ниску стопу пореза или је у потпуности без опорезивања. Порески рајеви су државе или делови држава (територије) у којима пореска правила омогућавају минимално ефективно пореско оптерећење. Порески рај је израз који означава одређену државу или део државе са самосталним пореским надлежностима (даље: пореска јурисдикција) у којој су пореска правила утврђена тако да нерезидентни обвезници сносе минималан или никакав порески терет. Организација за економску сарадњу и развој (ОЕЦД) идентификује пореске рајеве као пореске јурисдикције у којима се одређени доходак нерезидената (појединаца и корпорација) не опорезује или само номинално опорезује првенствено са циљем избегавања опорезивања у домаћој јурисдикцији. Не постоји јасно утврђена дефиниција пореских рајева. Сам термин је проблематичан јер омогућава људима да избегну (и често нарушавају) законе, правила и прописе у одређеним јурисдикцијама, користећи тајност као главну алатку.
У неким традиционалним дефиницијама, порески рај нуди одређени степен тајности. Међутим, док земље са високим нивоом тајности, али и високим нивоом опорезивања (на пример, САД и Немачка у рангирању индекса финансијске тајности), могу да се приказују у листама неког пореској раја, оне се не сматрају универзално за рај. Насупрот томе, земље са ниским степеном тајности, али такође са лошом стопом „ефикасности" опорезивања (на пример, у Ирској и великој Британији у ФГУ рангу), појављују се у многим листама пореског раја.

## Дефиниције
Постоји неколико дефиниција пореског раја. У 2002. години Економиста је одобрио опис Џефри Колин Пауела (бившег економског саветника Џерзија): "Оно што...идентификује подручје као порески рај јесте постојање сложене пореске структуре установљене намерно да искористи и експлоатише светску потражњу за приликамаза избегавање пореза.”. Економиста. line feed character у |title= на позицији 125 (помоћ) истиче да ће ова дефиниција и даље искључити низ надлежности, традиционално сматраних пореским рајем. Слично томе, аустралијски новинар је предложио да се свака земља која модификује своје пореске законе да би привукла страни капитал може сматрати пореским рајем.
Према другим дефиниција, главна карактеристика пореског раја је да се његови закони и остале мере могу користити за избегавање пореских закона или прописа других јурисдикција. Канцеларија за одговорност владе САД у извештају из децембра 2008. године о коришћењу пореских рајева од стране америчких корпорација, није успела да пронађе задовољавајућу дефиницију пореског раја, али је дала следеће карактеристике које указују на њу: нема, или постоји номинални порез; недостатак ефикасне размене пореских информација са страним пореским органима; недостатак транспарентности у раду законодавних, правних или административних мера; нема потребе за садржајним локалним присуством; и самопромоције као офшор финансијски центар.
Од фебруара 2008. године Организација за економску сарадњу и развој (ОЕЦД) је идентификовали три кључна фактора у разматрању да ли је јурисдикција порески рај:
- Ниједан или само номинални порез – Порески рај не намеће никакве или само номиналне порезе (генерално или у посебним околностима) и понуди се, или се сматра да се понуди, као место које нестановници користе да би избегли високе порезе у својој земљу пребивалишта.
- Заштита личних финансијских информација – порески рајеви обично имају законе или административне процедуре у оквиру којих предузећа и приватна лица могу имати користи од строгих правила и других мера заштите од контроле страних пореских власти. Ово спречава преношење информација о пореским обвезницима који имају користи од ниске пореске надлежности.
- Недостатак транспарентности – недостатак транспарентности у раду законодавних, правних или административних одредби је још један фактор који се користи за идентификацију "пореског раја". ОЕЦД се бави тиме да законе треба отворено и доследно примењивати и да су доступне информације које иностране пореске власти треба да одреде за ситуацију пореског обвезника.. Недостатак транспарентности у једној земљи може отежати, ако не и учинити немогућим, да друге пореске власти ефикасно примењују своје законе."Тајне одлуке", уговорене пореске стопе или друге праксе које не успевају да примене закон отворено и доследно су пример недостатка транспарентности. Ограничени регулаторни надзор или непостојање владиног правног приступа финансијској евиденцији су доприносећи фактори.

Међутим, ОЕЦД је утврдио да је њихова дефиниција обухватила одређене аспекте пореских система својих чланова (неке земље имају ниске или немају порезе и ринг-фенцинг за одређене фаворизоване групе). Њихов каснији рад се фокусирао на јединствени аспект размене информација. Ово се углавном сматра неадекватном дефиницијом пореског раја, али је политички погодна јер укључује и мале пореске рајеве (са мало моћи на међународној политичкој арени) али ослобађа моћне земље са аспектима пореског раја као сто су САД и УК.
При одлучивању да ли је јурисдикција порески рај или не, први фактор који треба размотрити је да ли постоје номинални порези или не. Ако ово јесте случај, остала два фактора - да ли постоји размена информација и транспарентност или не - морају бити анализирана. Постојање или непостојање номиналног пореза само по себи није довољно за карактеризацију пореског раја. ОЕЦД препознаје да свака јурисдикција има право да одлучи да ли ће наметати директне порезе и, уколико је то случај, да одреди одговарајућу пореску стопу.

## Финансијски ефекат

### Капитал у офшор зони
| Лица са финансијским средствима | Укупна вредност запремине течности ($Тр.) | Износ који у близини обале ($Тр.) |
| ------------------------------- | ----------------------------------------- | --------------------------------- |
| > $30mm                         | $16.7                                     | $9.8                              |
| 5 $ – $30mm                     | $10.7                                     | $5.1                              |
| 1 $ – $5мм                      | $17.4                                     | $4.7                              |
| Све > $1мм                      | $44.8                                     | $19.6                             |
| Остали < $1мм                   | $10.3                                     | $1.0                              |
| Укупна                          | $55.1                                     | 20.6 $                            |

Иако непотпуна, и са ограничењима о којима се говори у наставку, доступна статистика упркос свему показује да је офшор банкарство веома значајна активност. ОЕСР процењује да је 2007. године капитал који је чуван "офшоре" износио између 5 трилиона и 7 трилиона долара, чинећи око 6 - 8% укупних глобалних инвестиција под управом.
Новија студија Габријела Зукмана Лондонске школе економије проценила је износ глобалног прекограничног богатства држаног у "пореским рајевима" (укључујући и Холандију и Луксембург као пореске рајеве за ту сврху) на 7,6 трилиона долара, од чега је 2,46 трилиона америчких долара само у Швајцарској. Мрежа пореске правде (група против притиска пореских рајева) проценила је 2012. године да је капитал који се држао оффшоре износио између 21 и 32 трилиона долара (између 24 - 32% укупних глобалних инвестиција), иако су те процене доведене у питање.
Године 2000., Међународни монетарни фонд израчунава на основу података Банке за међународне уговоре, да је за изабране офшор финансијске центре, у билансу стања прекограничних средстава достигло ниво од $4,6 трилиона долара на крају јуна 1999. године (око 50 одсто од укупне прекограничних имовине). Од тих 4,6 трилиона, 0,9 трилиона је држано на Карибима, 1 трилион у Азији, а већина преосталих 2,7 трилиона у главним међународним финансијским центрима (МФЦ), односно Лондону, САД ИБФс, и јапанском офшор тржишту. У САД Министарство финансија процењује да су у 2011. години Карипски банкарски центри, који укључују Бахаме, Бермуде, Кајманска острва, Холандске Антиле и Панаму, држали скоро 2 трилиона долара америчког дуга. Од овога, отприлике1,4 трилиона се по процени држи само на Кајманским острвима
The Wall Street Journal је у истрази 60 великих америчких компанија утврдио да су у 2012. години оставили депозит од 166 милијарди долара на офшор рачуне, штитећи преко 40 посто својих профита од пореза САД. Слично томе, Десаи, Фолеy и Хинес из "Јоурнал оф Публиц Ецономицс" утврдили су да "1999. године, 59% америчких фирми са значајним иностраним пословањем, имало је сараднике у земљама пореских рајева.", иако нису дефинисали "значајно" за ову сврху. 2009. године, Канцеларија за одговорност владе САД (ГАО) известила је да 83 од 100 највећих САД јавних корпорација и 63 од 100 највећих извођача радова за САД федералну владу, одржава одељења у земљама генерално сматраним рајевима за избегавање пореза. ГАО није прегледала трансакције компанија како би самостално проверила да ли су зависна предузећа помогла тим компанијама да смање своје пореско оптерећење, али је само рекла да је кроз историју, циљ таквих зависних предузећа био да смање пореске трошкове.
Џејмс Хенри, бивши главни економиста код консултаната McKinsey & Company, у свом извештају за Мрежу пореске правде индицира количину новца која је склоњена од стране богатих појединаца у пореске рајеве. Извештај је конзервативно оценио да је богатство од 21 трилиона долара склоњено на оффсхоре рачуне, wа 9,8 трилиона само од највишег нивоа - мање од 100.000 људи - од којих сваки поседује финансијска средства од 30 милиона долара или више. Аутор овог извештаја указао је да овај сакривени новац резултира у "огромном" губитку пореског прихода - "црној рупи" у економији - и многе земље би постале повериоци уместо дужници ако би опорезовале новац људима који порез избегавају.

## Критика
Порески рајеви су најчешће критиковани због нагомилавања празне готовине која је неефикасна и скупа за предузећа да је врате у земљу порекла Постојање пореских уточишта резултира већим пореским оптерећењем сиромашних изван пореских рајева . За многе пореске рајеве се сматра да су у вези са преварама, прањем новца и тероризмом. Иако су истраге у вези са злоупотребом пореских рајева сталне, свега је неколико осуђујућих пресуда. Лобирање у вези са пореским рајевима и трансфер цена су критиковани.
Неки политичари, попут судије Еве Џоли, почели су да се супротстављају коришћењем пореских рајева од стране великих компанија . Она описује избегавање плаћања пореза као претњу демократији. Мишљења рачуновођа о исправности употребе пореских рајева еволуирају, као и мишљења њихових корпоративних корисника,[128] влада, и политичара, иако је њихова употреба са годишње листе Фортуне 500 компанија, и друге и даље широко распрострањена. Напредовали су предлози реформи који су усредсређени на "велику четворку". Изгледа да поједине владе користе рачунарске шпијунске програме како би контролисале финансије појединих компанија..

## Утицај земаља у развоју
Незаконит одлив новца из земаља у развоју је десетоструко већи од помоћи коју примају и двоструко већи од дуга који плаћају. Око 60% незаконитог одлива новца из Африке потиче од трансфера добара, преко офшор компанија где фирма земљи у развоју продаје другој фирми у власништву компаније или компаније Shell по вештачки ниској цени како би платила мањи порез у својој земљи. у Афричкој Унији један од извештаја процењује да се око 30% БДП-а (бруто домаћег производа) премештено у пореске рајеве. Један од пореских аналитичара сматра како би, да је новац од пореза уплаћиван, велики део континента до сад већ био развијен.

## Историјат
Покушај у више земаља да се ублаже пореске обавезе је вероватно стар колико и само опорезивање. У Античкој Грчкој, нека од грчких острва користила су у сврху депозитара за складиштење својих добара и како би тим путем избегли порез од 2% за увозне производе који је био наметнут од стране града-државе у Атини на увезену робу. Ова пракса је можда постигла врхунац избегавањем пет главних трговачких лука, а касније главне луке у дванаестом и четрнаестом веку. Док су током 1721. године, америчке колоније трговале из Латинске Америке , како би избегле британске порезе.
Различите земље тврде како су најстарији порески рајеви на свету. Примера ради, Каналска острва тврде како њихова пореска независност датира из периода пре Нормандског освајања, док острво Мен тврди како њихова финансијска независност још старија. Без обзира на све, опште је прихваћено да је савремени концепт пореског раја настао у неком тренутку након Првог светског рата. Бермуди понекад оптимистички тврде како су први порески рај базирајући ту чињеницу на креирању првог закона офшор компаније 1935. године, од стране новоформиране адвокатске канцеларије Кониерс дилл & Пирман. Међутим, бермудска тврдња да се доводи у питање уколико се упореди са усвајањем Закона о поверењу у Лихтенштајну 1926. године како би се привукао офшор капитал.
Већина економских коментатора сматра како је први прави порески рај била Швајцарска, у стопу праћена од стране Лихтенштајна. Швајцарске банке су дуго биле капитални рај за људе који беже од друштвеног превирања у Русији, Немачкој, Јужној Америци и другде. Међутим, у раном периоду 20. века, непосредно после Првог светског рата, владе многих европских држава су драстично увећале порезе како би помогле плаћање обнове након разарања током Првог светског рата, владе многих европских држава су драстично увећале порезе како би помогле плаћање обнове након разарања током Првог светског рата. Насупрот њима, Швајцарска је оставши неутрална током Великог рата, избегла инфраструктурне и радове на обнови, те је успела да одржи низак ниво пореза. Као резултат, дошло је до значајног прилива капитала у земљу због пореских разлога. Међутим, тешко је одредити једну појаву или тачан датум који прецизно одређује појаву савременог пореског раја.
Употреба савремених пореских рајева је прошла кроз неколико развојних фаза током периода између два светска рата. Од ‘20-их до ‘50-их година прошлог века порески рај се најчешће односио на избегавање опорезивања личне имовине. Та терминологија је често коришћена као препорука за државе где би се особа могла повући и ублажити своју пореску обавезу током пензионисања, та употреба се још увек одражава у извештају из 1990. године, који укључује назнаке о квалитету живота у различитим пореским рајевима које будући порески изгнаници можда желе да размотре.
Од ‘50-их година прошлог века дошло је до значајног пораста коришћења пореских рајева од стране корпоративних група у циљу ублажавања њихове глобалне пореске оптерећености. Стратегија се углавном ослањала на постојање уговора о уговора о двоструком опорезивању између велике надлежности са високим пореским оптерећењем (како би компанија уопште и била предмет тога) и мање надлежности са ниским пореским оптерећењем. Структурисањем власништва компаније кроз мање надлежности, корпорације би могле искористити уговор о двоструком опорезивању, плаћајући порезе по много нижој стопи. Иако неки од ових уговора о двоструком опорезивању и даље опстају, на пример између Барбадоса и Јапана, Кипра и Русије и Маурицијуса са Индијом, о коме је Индија захтевала да преговара поново 2007, већина водећих економских сила је почела да укида уговоре о двоструком опорезивању са микродржавама ’70-их година прошлог века, како би се спречило цурење новца од пореза на овај начин.
Од почетка до средине ’80-их година прошлог века, већина држава пореских рајева је променила фокус свог законодавства како би створиле корпоративна возила која су "раније била ограђена" и ослобођена локалног опорезивања (иако обично нису могла ни да тргују на локалном нивоу). Ова правна лица су се обично називала “ослобођене компаније” или "међународне пословне корпорације". Међутим, крајем ’90-их и почетком 2000-их, OЕЦД је започела низ иницијатива усмерене ка пореским рајевима како би се спречила злоупотреба онога што ОЕЦД назива "непоштеном пореском конкуренцијом". Под притиском ОЕЦД-а већина главних пореских рајева је укинула законе којима омогућава инкорпорирање ових привредних друштава за ограниченом одговорношћу, али су истовремено изменили своје пореске законе, при чему компаније које нису пословале унутар локалне надлежности не остварују никакву пореску обавезу.

## Глобализација и порески рајеви
Постојање пореских рајева несумњиво подстиче пореску конкуренцију и отежава опорезивање приноса на капитал који је глобализацијом постао изузетно мобилан. Отуда, развијене земље троше све више времена и новца за прикупљање пореза.

## Разлози за пословање у пореским рајевима
У реалном пословном свету, власници компанија теже да иду тамо где су третирани најбоље. Не постоји универзалан одговор, то могу бити разлози финансијске, али исто тако нпр. политичка стабилност или правна сигурност.